# Relaciones Guatemala-Nepal
Las relaciones Guatemala-Nepal son las relaciones internacionales entre Nepal y Guatemala. Los dos países establecieron relaciones diplomáticas el 8 de agosto de 2006.

## Relaciones diplomáticas
Guatemala y Nepal entablaron relaciones diplomáticas el 8 de agosto de 2006. Ambos países mantienen embajadores concurrentes, Guatemala lo mantiene desde su embajada en India, y Nepal lo mantiene en su embajada en Washington D.C..